# Megalobrimus lettowvorbecki
Megalobrimus lettowvorbecki là một loài bọ cánh cứng trong họ Cerambycidae.